# Moritz Schlick

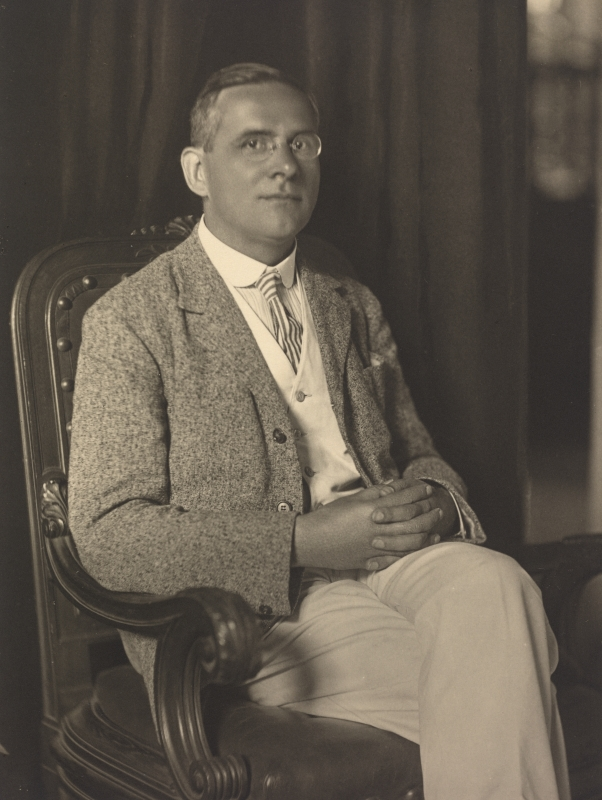
Moritz Schlick (1930)

Friedrich Albert Moritz Schlick (* 14. April 1882 in Berlin; † 22. Juni 1936 in Wien) war ein deutscher Physiker und Philosoph. Schlick war der Begründer und einer der führenden Köpfe des Wiener Kreises im Logischen Empirismus. Seine Beiträge im Rahmen einer wissenschaftlichen Philosophie reichen von der Naturphilosophie und Erkenntnislehre bis zur Ethik und Ästhetik.

## Leben
Schlick studierte nach seinem Abitur am Luisenstädtischen Realgymnasium in Berlin Naturwissenschaften und Mathematik an den Universitäten Heidelberg, Lausanne und Berlin. 1904 wurde er bei Max Planck mit einer physikalischen Arbeit Über die Reflexion des Lichts in einer inhomogenen Schicht promoviert. Die folgenden drei Jahre verbrachte Schlick mit naturwissenschaftlichen Studien in Göttingen, Heidelberg und Berlin. 1907 heiratete er die Amerikanerin Blanche Guy Hardy und studierte ab Herbst 1907 in Zürich zwei Semester Psychologie.
1911 habilitierte sich Schlick im Fach Philosophie mit der Schrift Das Wesen der Wahrheit nach der modernen Logik an der Universität Rostock, wo er bis 1921 forschte und lehrte. Hier arbeitete Schlick an der Reform traditioneller Philosophie vor dem Hintergrund der naturwissenschaftlichen Revolution. Aus dieser Zeit stammt auch seine freundschaftliche Beziehung zu Albert Einstein, mit dessen Relativitätstheorie er sich als einer der ersten auf ihre philosophischen Konsequenzen hin auseinandersetzte und mit dem sich ein reger Briefverkehr entwickelte. Während des Ersten Weltkriegs leistete Schlick als Physiker zwei Jahre lang Wehrdienst auf dem Militär-Flugplatz Johannisthal. 1917 erhielt Schlick in Rostock den Titel eines Professors, 1921 wurde er zum außerordentlichen Professor ernannt und erhielt einen Lehrauftrag für Ethik und Naturphilosophie. 1918 erschien Schlicks Hauptwerk, die Allgemeine Erkenntnislehre, in der er gegen positivistische und neukantische Positionen einen erkenntnistheoretischen Realismus verteidigte.
1921 folgte Schlick einem Ruf auf eine ordentliche Professur an der Universität Kiel, bereits 1922 übernahm er als Nachfolger Ernst Machs den Lehrstuhl für Naturphilosophie an der Universität Wien. Der dort 1924 von ihm gegründete interdisziplinäre Diskussionszirkel ist als der Wiener Kreis in die Philosophiegeschichte eingegangen. Daneben engagierte sich Moritz Schlick in der Volksbildung, u. a. in der Ethischen Gesellschaft und im Verein Ernst Mach. Ab 1926 stand Schlick in Kontakt mit Ludwig Wittgenstein, der ihn maßgeblich beeinflusste – von 1929 bis 1932 diskutierte Schlick regelmäßig mit ihm. 1929 lehnte Schlick eine Berufung nach Bonn ab und wirkte in den folgenden Jahren auch als Gastprofessor (in Stanford und Berkeley, Kalifornien). Seit 1929 gab er außerdem die Reihe Schriften zur wissenschaftlichen Weltauffassung heraus.
Nach der Machtergreifung des Austrofaschismus in Österreich 1934 blieb Moritz Schlick an der Universität Wien.

### Ermordung

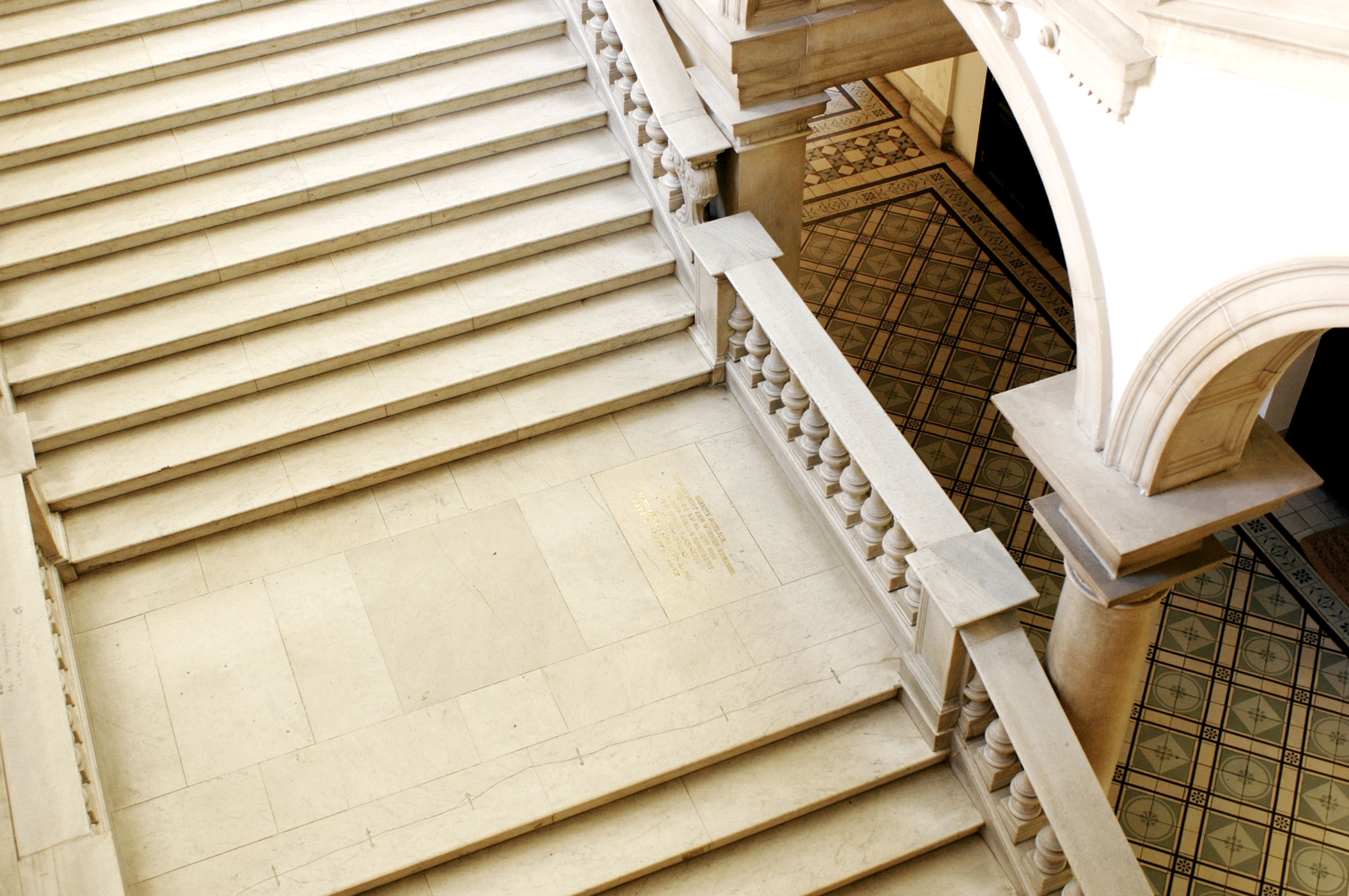
Ort der Ermordung mit Gedenktext, in eine Bodenplatte eingemeißelt, Hauptgebäude der Universität Wien

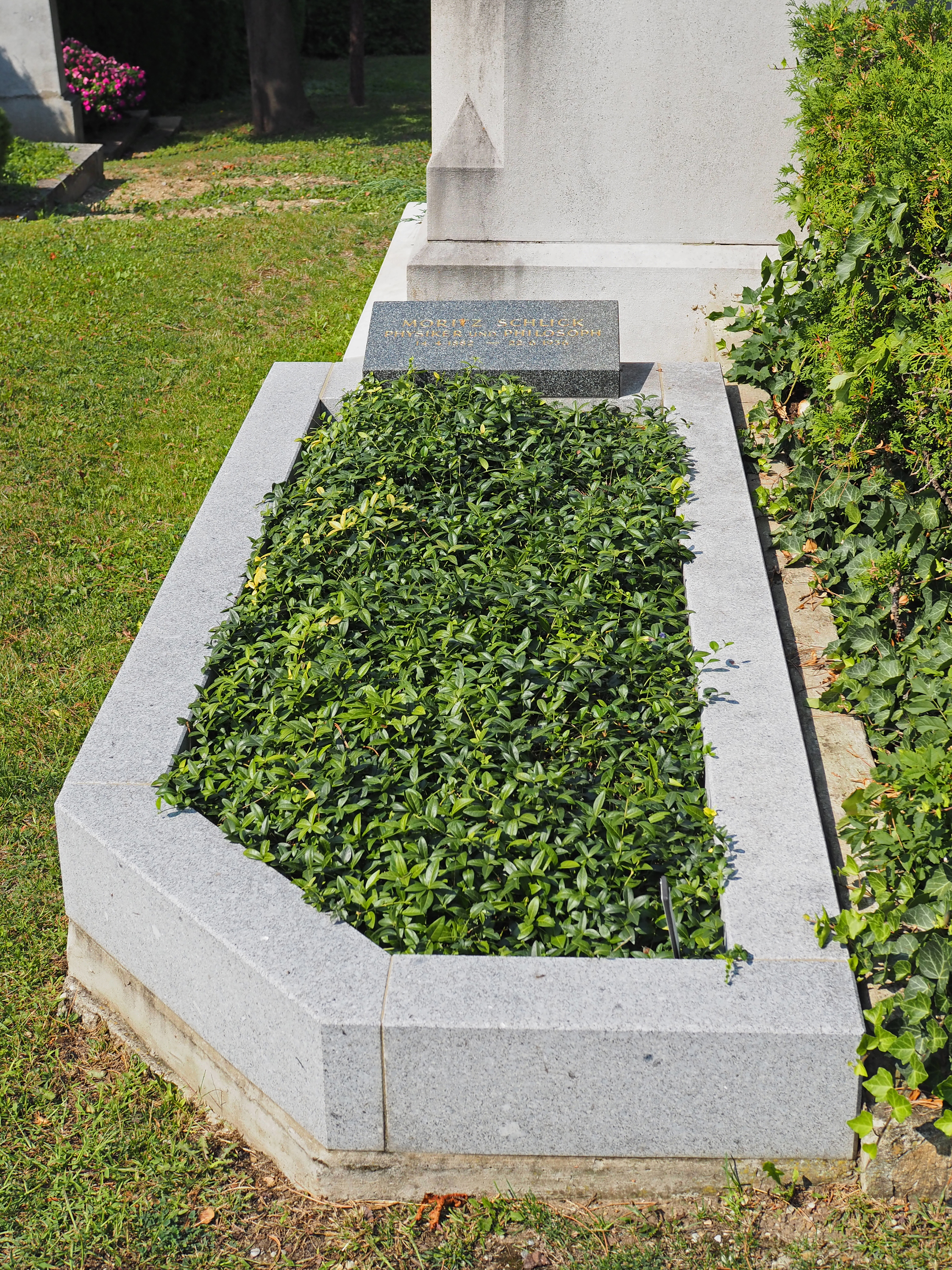
Grab von Moritz Schlick am Pötzleinsdorfer Friedhof

Am 22. Juni 1936 wurde Schlick auf der sogenannten Philosophenstiege im Gebäude der Wiener Universität von seinem ehemaligen Studenten Hans Nelböck, den er 1931 promoviert hatte, durch vier Schüsse getötet. Dieser hatte bereits zuvor begonnen, seinen „Doktorvater“ zu terrorisieren, und Schlick zweimal gedroht, ihn zu ermorden. Schlick hatte sich jeweils mit einer polizeilichen Anzeige gewehrt. Nelböck war infolgedessen zweimal in eine psychiatrische Anstalt (darunter die Landes-Heil- und Pflegeanstalt Am Steinhof) eingeliefert, jedoch nach einiger Zeit als ungefährlich wieder entlassen worden.
Der Täter, der vom Gericht für zurechnungsfähig befunden wurde, war voll geständig und ließ sich widerstandslos festnehmen, zeigte jedoch keinerlei Reue. Die von Edmund Hellmer geleitete Schwurgerichtsverhandlung nutzte der Mörder als Gelegenheit für eine öffentliche Selbstdarstellung und rechtfertigte sich unter anderem mit weltanschaulichen Argumenten. Schlicks antimetaphysische Philosophie habe seine moralische Überzeugung verunsichert, wodurch er seinen lebensweltlichen Rück- und Zusammenhalt verloren habe. Als verharmlosende und vom politischen Kontext ablenkende Deckerzählung wurde vom Attentäter wie von weltanschaulichen Gegnern Moritz Schlicks ein Streit um eine Studentin namens Sylvia Borowicka als Tatmotiv in den Mittelpunkt gestellt. Nelböck wurde zu 10 Jahren Haft verurteilt, 1938 wurde er von den Nationalsozialisten vorzeitig auf Bewährung aus der Haft entlassen.
In zeitgenössischer Polemik wurde der ermordete Schlick von seinen Gegnern zum eigentlichen Schuldigen stilisiert und ihm die Verantwortung für seine Ermordung selbst zugewiesen: so von dem sich hinter dem Pseudonym Prof. Dr. Austriacus versteckenden Juristen Johannes Sauter, der in der einflussreichen katholischen Wochenschrift Schönere Zukunft Schlick die Schuld für die liberale Scheidung von Wissenschaft, Metaphysik und Glauben gab.
Seit 1993 erinnert folgende Inschrift im Steinboden eines Treppenabsatzes der Philosophenstiege der Universität Wien an Moritz Schlick und den Ort seiner Ermordung: „Moritz Schlick, Protagonist des Wiener Kreises, wurde am 22. Juni 1936 an dieser Stelle ermordet. Ein durch Rassismus und Intoleranz vergiftetes geistiges Klima hat zur Tat beigetragen.“
Moritz Schlick wurde seinem Wunsch entsprechend in aller Stille eingeäschert. Der Wiener Kulturklub veranstaltete am 21. September 1936 eine Gedenkfeier, bei der unter anderem Edgar Zilsel sprach. Schlicks Grab befindet sich auf dem Pötzleinsdorfer Friedhof im 18. Wiener Gemeindebezirk. Es wird dort in der Liste der ehrenhalber gewidmeten Grabstellen geführt.

## Philosophie

### Erkenntnistheorie
Schlicks Erkenntnistheorie gilt als der umfassendste und weitreichendste philosophische Begründungsversuch zum Logischen Empirismus.
In den damaligen Reihen des Wiener Kreises  hatte er sich, noch vor Rudolf Carnap und Otto Neurath, die Rolle des ‹philosophischen Doyens› erworben. In vieler Hinsicht wird Schlicks Werk als erkenntnistheoretischer ‹Mittelpunkt› des Programms gesehen.

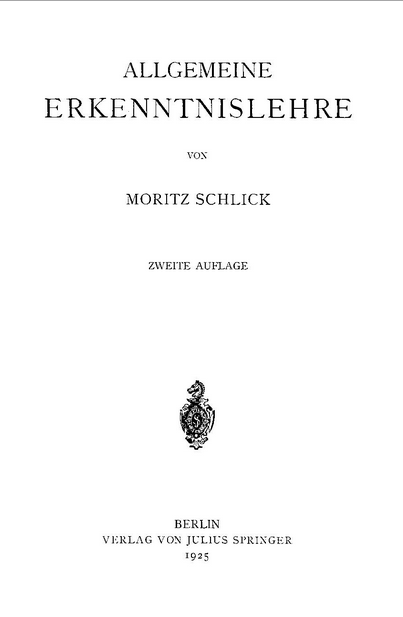
Titelseite der 2. Auflage von Schlicks "Allgemeine Erkenntnislehre" (1925)

Schlick schrieb an seinem Hauptwerk mit dem Titel Allgemeine Erkenntnislehre zwischen 1911 und 1916, das in der 1. Auflage 1918 und in der 2. Auflage 1925 erschienen ist, das als umfangreiche Ergebnisschrift seiner Beschäftigung mit den Hauptfragen der Analytischen Philosophie vom damals neuartigen sprachanalytischen Ansatz her betrachtet wird.

#### Allgemeine Kennzeichnung
Die reflexive Tätigkeit zum Herausstellen der Prämissen (Schlick nennt sie ‹Prinzipien› des Denkens) bleibt nach Schlicks eigenem Verständnis sämtlichen einzelwissenschaftlichen Erkenntnissen vorgeordnet und kann niemals durch diese ersetzt werden.

„Man kann alle Einzelwissenschaften sehr wohl betreiben, ohne ihnen erkenntnistheoretische Grundlagen zu geben; verstehen aber kann man sie in ihrer letzten Tiefe niemals ohne solche. Dies letzte Verständnis ist ein eigentlich philosophischer Bedürfnis, und die Erkenntnislehre ist Philosophie“

Das erneuert die bereits von Kant thematisierte Nichtersetzbarkeit der Geltungsfrage gegenüber der Frage nach der Beschreibung von Erkenntnisprozessen, wie sie der wissenschaftliche Gegenstand einer empirischen Psychologie sind.

„[Der Erkenntnistheoretiker] fragt nach den allgemeinen Gründen, durch welche gültiges Erkennen überhaupt möglich wird, und diese Frage ist offenbar prinzipiell verschieden von derjenigen nach der Natur der psychischen Prozesse, in denen irgendwelche Erkenntnisse sich in diesem oder jenem Individuum zeitlich entwickeln.“

Bezeichnend für sein Werk ist die nicht bloß konstitutive Behandlung der Grundprinzipien zum Logischen Empirismus, die den ersten und zweiten Teil seiner Hauptschrift ausmachen (Das Wesen der Erkenntnis und Denkprobleme), sondern vor allem die regressive und kritische Behandlung derselben im Kontext sämtlicher damals aktuell behandelter Alternativen. Sie laufen in dem umfassenden dritten Teil der Wirklichkeitsprobleme zusammen.
Schlicks Erkenntnislehre bildet dahingehend die umsichtige und selbstkritische Beschäftigung an traditionellen, historisch entwickelten Begriffssystemen der philosophischen Erkenntnislehre der Neuzeit, die sich streng an einzelnen Wortlauten der originalen Quellen und Autoren orientiert, allen voran an René Descartes, John Locke, Gottfried W. Leibniz und Immanuel Kant, hinsichtlich der Frage zur Begriffsbildung und Anschauung in der Erkenntnisbildung. In den Ergebnissen seiner begrifflichen Abgrenzungen und mit Einzelanalysen gefüllten Klärungen zeigt sein Hauptwerk wesentliche Züge eines logisch-atomistischen Positivismus nach B. Russell und L. Wittgenstein, geht in seiner Kritik in vielerlei Hinsicht darüber hinaus, als es aporische Abbrüche belegt, um daraus positiv die eigenen axiomatischen Setzungen (als eindeutig und bewusst gesetzte ‹Konventionen› nach H. Poincaré) in seiner Erkenntnistheorie klar bezeichnen zu können.
Es kommen in dieser Gestaltung mehrere Elemente des Logischen Empirismus immer wieder zum Vorschein, mit denen sich Schlick intensiv beschäftigte und die gewisse Grundsäulen seiner Erkenntnistheorie ausmachen, hingegen nicht ursprünglich seiner eigenen Erkenntnislehre zugesprochen werden können. Allem voran sind der verifikationistische Erkenntnisgewinn durch empirische Wissenschaften und durch Begriffsanalyse zu nennen; zudem der Enthusiasmus zu einer dafür formalen (oder funktional zu nennenden) „Wissenschaftssprache“ (oder eine „Zeichensprache“) nach logizistischem Vorbild, welche die Analyse und Lösung von philosophischen Problemen unterstützt, ‹Scheinprobleme› entlarven kann. Des Weiteren bildet die strenge Dichotomie von synthetischen und analytischen Urteilen eine Grundsäule, also die Ablehnung synthetischer Urteile a priori.
Schlicks Erkenntnistheorie steht also in der positivistischen Tradition, die ‹methodischen› Voraussetzungen exakter Phänomenbeschreibung zu prüfen und zu legitimieren: »Exaktheit und Eindeutigkeit der Erkenntnis garantieren [hierbei] intersubjektive Nachprüfbarkeit und umgekehrt. Die methodischen Voraussetzungen der Wissenschaft müssen so fixiert sein, dass sie sprachlich bedingte Vieldeutigkeiten weitgehend ausschließen«.
Eine bis heute bestehende Diskussion um Schlicks Erkenntnistheorie betrifft unterschiedliche Auffassungen darüber, ob diese in ihrem Verlauf einen gewissen “Bruch” aufzeigt, der infolge des Einflusses Wittgensteins entstanden sei, oder ob sie eine stetige und eigenständige Richtung genommen habe.

#### Besondere Merkmale

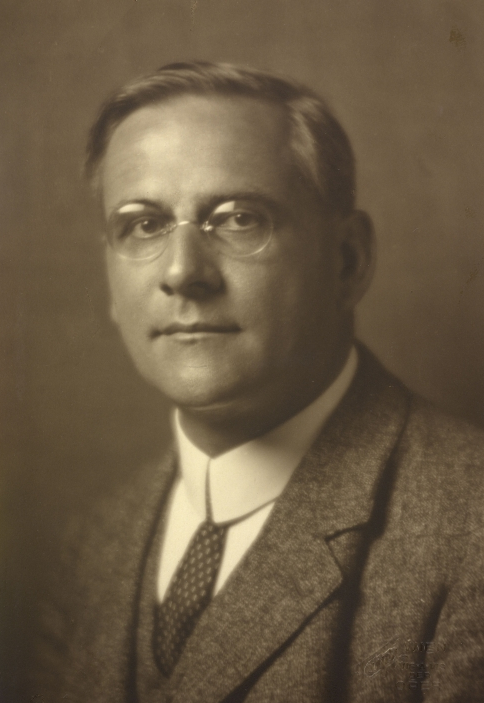
Moritz Schlick (1882–1936) 1927 © Georg Fayer (1892–1950) OeNB 10452162

Einige neuartige Nuancen dieser Erkenntnistheorie nach Schlick gehen auch heute in ihrem philosophischen Gehalt über den Rahmen des ‹Received View›, einer überlieferten Sichtweise aus dem Geiste des Wiener Kreises, hinaus. Daran orientiert sich die folgende Zusammenstellung. Diese Merkmale sind fest in Schlicks Allgemeiner Erkenntnislehre zu finden (ohne Anspruch auf Vollständigkeit). Nicht zuletzt haben sie einen wesentlichen Einfluss auf das (syntaktische) Verständnis von Naturgesetzmäßigkeiten in der Wissenschaftstheorie gehabt, die im Rahmen des Received Views diskutiert wurden. Schlick selbst hat allerdings nur geringen Aufwand betrieben, seine eigenen Akzente und abweichende philosophische Positionen gegenüber der “gemeinsamen Schnittmenge” des Logischen Empirismus hervorzuheben.
- Ablehnung anschaulichen Erkennens

Anschauliches oder intuitives Erkennen wird von Schlick als Fehlvorstellung, als eine ‹Contradictio in Adiecto› abgelehnt. Er kritisiert intuitionistische Ansätze als Unstimmigkeiten in der Unterscheidung zwischen Vorstellen und Erkennen.
Zu einer Erkenntnis tritt neben dem Objekt und Subjekt des Erkennens ein Drittes hinzu, und zwar die vom Subjekte gesetzte Tätigkeit des Zuordnens, ein ‹Erkenntnisakt›. Zum Zweck wissenschaftlichen Erkennens ist diese Tätigkeit eine eindeutig bezeichnete Relation zwischen Erkanntem und Erkennendem. Schlick rekurriert auch auf eine entsprechende Kritik, die bereits Leibniz über Lockes Empirismus äußerte. In einem Slogan gesagt:

„Man begeht hier eine Verwechslung von Kennen und Erkennen, die [...] an manchen Stellen die schlimmsten Folgen für die Philosophie haben kann.“

Schlick reagierte in diesem Zusammenhang auf intuitionistische Ansätze zur Erkenntnistheorie, die zu seiner Zeit durch H. Bergson und E. Husserls eine breite philosophische Diskussion eingenommen haben. Ein einheitliches, kohärentes Bild, das seine Begründung allein in anschaulich gegebenen Erscheinungen der Wirklichkeit gewinnt, ist auf diese Weise keiner objektiven Gültigkeit fähig. Als ein festes “Fundament der Erkenntnis” betrachtet, könne man so das «beliebig erdichtete Märchen für ebenso wahr halten wie einen historischen Bericht oder die Sätze in einem Lehrbuch der Chemie». Frege und Russell folgend, ist zum Erreichen von Intersubjektivität der Erkenntnis die «Rolle der Zeichen», die allgemeingültige Semiotik, ganz wesentliche Voraussetzung. Und darüber hinaus bedarf es den ‹Akt des Zeigens› selbst: durch ihn stehe die Begriffswelt - ein zunächst «Unwirkliches» - mit den strukturell gegebenen Zeichen erst in einer ‹begriffsfunktionalen› «Zuordnung». Dieses Aufzeigen selbst bleibt auch bei Schlick etwas “Unsagbares”, wie schon Wittgenstein meinte.
- Metaphysik-kritische Philosophie

Anlehnend an Wittgensteins Leitgedanken, dass Philosophie eine Tätigkeit sei, wird auch von Schlick häufiger betont, dass Philosophie niemals in einem starren „Überbau“ für Einzelwissenschaften bestehen könne, die eine einheitliche, verifikationistische Methode an die Hand gibt. Ein solches „Fest-Stellen“ in aktiver, wirklichkeitsimmanenter «Sinngebung von Aussagen» wäre gleichzusetzen damit, Metaphysik zu betreiben.

„Dies hat man wohl richtig geahnt, wenn man sagte, die Philosophie liefere sowohl die Grundlage wie den Abschluß des Gebäudes der Wissenschaften; irrig war nur die Meinung, daß das Fundament von “philosophischen Sätzen” gebildet wurde (den Sätzen der Erkenntnistheorie), und daß der Bau auch von einer Kuppel philosophischer Sätze (genannt Metaphysik) gekrönt werde.“

Wir können, so sein Schluss, nicht in eine logisch übergeordnete Sprache „zweiter Ordnung“ heraustreten, bleiben in Philosophie somit auf die Faktizität des Handelns beschränkt. Eine Letztsicherheit ist – in diesem übergeordneten Sinn genommen – nicht erfüllbar und bildet den negativen Aspekt der Schlickschen Erkenntnislehre. «Philosophische Fragen», so Schlick, bilden hinsichtlich ihrer sprachabhängigen, sinnvollen Artikulation eine unüberwindbare «Endgültigkeit». Sie münden in “Sprachkritik”, in der die logische Analyse an die Stelle von sinngebenden Bewertungen tritt, für Schlick die wesentliche ‹Wendung der Philosophie›:

„So fällt die Metaphysik dahin, nicht weil die Lösung ihrer Aufgabe ein Unterfangen wäre, dem die menschliche Vernunft nicht gewachsen ist (wie etwa Kant meinte), sondern weil es diese Aufgabe gar nicht gibt. Mit der Aufdeckung der falschen Fragestellung wird aber zugleich die Geschichte des metaphysischen Streits verständlich.“

Ferner begegnet man Schlicks metaphysik-kritischen (oder positivistischen) Haltung in seiner häufigen Bemerkung, dass Erkenntnis nach dem Ökonomieprinzip (nach Ernst Mach) zu gestalten ist. Es gebe erste und einfache Begriffe (wie schon Locke und Leibniz behaupten), und es gebe bewährte Grundgesetze, um die Wirklichkeit zu beschreiben und an denen ihre Objekte implizit eingeführt werden können (aus der Unendlichkeit an wirklichen Dingen und Merkmalen). Das Setzen eines Minimums an Grundrelationen über diesen Begriffschemen liefere sichere Erkenntnisse nach dem Vorbild der exakten Wissenschaften. Für Schlick ist entscheidend, dass die Auswahl an gewählten Grundbegriffen nicht nur eindeutig und widerspruchsfrei getroffen werde, sondern die objektiv gegebenen Wirklichkeitseigenschaften (‹Elementenkomplexe›) auch durch ein Minimum an ‹transzendenten› Größen, wie er sie nennt, zu charakterisieren wäre. (Dazu gehört zum Beispiel im Bereich der Physik die Überwindung metaphysischer Ausdrücke wie der Begriff der Kraft nach der Vorstellung d'Alemberts, Kirchhoffs oder Hertz'.)
- Implizite Definitionen des begrifflichen Erkennens

In seiner Allgemeinen Erkenntnislehre geht Schlick zudem konstitutiv vor und stellt die Idee des impliziten Definierens von abstrakten Objekten an den Anfang. Er spricht neutral von ‹Elementen›, oder ‹Elementenkomplexen› und meint damit logische Relationssymbole, die nach einem Vorschlag von Leonard Nelson auch für nichtmathematische Disziplinen,
nach dem Vorbild auf dem Gebiet der Mathematik durch Moritz Pasch und David Hilbert, anzuwenden wäre. Er erweitert Nelsons Vorschlag dahingehend systematisch, als dass sie in allen empirischen Wissenschaften und auch in der Philosophie als konstitutive, funktionale Grundrelationen, als axiomatisierte Basis exakten Deduzierens und Analysierens dienen würden.

„Einen Begriff implizit definieren heißt ja, ihn durch seine Beziehungen zu anderen Begriffen festlegen. Einen solchen Begriff auf die Wirklichkeit anwenden aber heißt: aus dem unendlichen Beziehungsreichtum der Welt eine bestimmte Gruppe, einen bestimmten Komplex auswählen und durch Bezeichnung mittels eines Namens zu einer Einheit zusammenfassen.“

Schlick führt implizites Definieren als normatives Kriterium zum exakten Schließen durch eine Symbolsprache ein: Eindeutigkeit des Bezeichnens sei eine ‹Tugend› und Maßgabe zur Maxime wahrheitsgemäßen Urteilens.

„Eindeutigkeit ist einzige wesentliche Tugend einer Zuordnung, und da Wahrheit die einzige Tugend der Urteile ist, so muß die Wahrheit in der Eindeutigkeit der Bezeichnung bestehen, zu welcher das Urteil dienen soll.“

- Kritik der Immanenzphilosophie

Bemerkenswert gründlich versucht Schlick, hinter jeder Art von phänomenologischen, subjektivistischen und idealistischen wie neukantianischen, transzendentalphilosophischen Ansätzen den ‹Immanenzgedanken›, wie Schlick es nennt, zu identifizieren, der für sich allein inkonsequent bleibe. Die Generalkritik subsumiert die Erkenntnistheorien nach Descartes, Leibniz, Hume, Berkeley, Kant, Mach, Husserl, Mach, Avenarius, und sogar in Teilen die Denotationstheorie Russells und hat deswegen, sorgfältig dargestellt, eine besondere Tragweite in der Gesamtkonzeption Schlicks. Aus ihr folgt unmittelbar die Darstellung seines wissenschaftlich geprägten Wirklichkeitsbegriffs zu dem, was Schlick auch ein ‹Weltbild› nennt. Entscheidender Kerngedanke ist, dass jedes ‹unmittelbare Gegebene› der Wirklichkeitserscheinungen auf eine Gesamtheit zurückverweisen muss, die nur als etwas „Verdinglichtes an sich“, als etwas „Substanzielles“ oder - wie bei Russell - „Subsistierendes“ begriffen wird. Hierin verbirgt sich der realistische Aspekt in Schlicks Erkenntnistheorie. (Wie an vielen anderen Stellen seines gedanklichen Systems besteht die Kritik in einer Negation, in einem Nicht-Ausschließen-können.)

„Wir bestreiten die Behauptung [des Immanenzgedankens] und müssen also nachweisen, daß die Annahme transzendenter Größen, d. h. die Existenz nicht unmittelbar gegebener Größen zu keinerlei Unverträglichkeiten führt.“

- Aufstellen eines wissenschaftlichen Wirklichkeitsbegriffs

Im Zentrum der Erkenntnislehre steht für Schlick die aktiv zu gestaltende Frage, wie Wirklichkeit begriffen werden kann.
Im Resultat kann die Wirklichkeit - sie ist nur einmal gegeben und zugleich eine unendlich großer Komplex von Elementen und raumzeitlichen Ereignisverbänden - allein über eindeutig und bereits intersubjektiv bewährte ‹Gesetzmäßigkeiten› erkannt werden. Das führt Schlick unmittelbar zum wissenschaftlichen ‹Weltbild›, bei Schlick auch „physikalischer Weltbegriff“ genannt, der aus dem Wirklichkeitsfeld des Lebens heraustritt. Denn das Anschauliche, Bekannte ist, davon geht Schlick phänomenologisch aus, „in Wirklichkeit“ ein Begriff der Lebenswelt. Im Wirklichkeitsbegriff (nach Schlick) stehen sich Praxis (als „Wirklichkeit des Gegebenen“ und des Handelns, das Bekannte) und Theorie (als begriffliche Abstraktion von der Wirklichkeit zu nicht unmittelbar Gegebenem, das Erkannte) direkt gegenüber:

„Der Begriff der Wirklichkeit ist kein wissenschaftlicher Begriff. [...] Alle Wissenschaft ist letzten Endes Theorie, und alle Theorie hat unwirkliche Abstraktionen zum Gegenstand. Mit der konkreten Wirklichkeitsfülle hat es nur das Leben zu tun. Der Begriff der Wirklichkeit ist ein schlechthin praktischer.“

Schlicks Wirklichkeitsbegriff ist differenziert, erzeugt das Gegenüber von unmittelbaren Dasein in der Lebenswelt und dem Hypothetischen des Wissensgewinns zu einem Weltbild. Wenn nun ein Erkenntnisgewinn erzielt werden soll, und das ist nach Schlick der einzige Zweck aller Wissenschaft, dann idealerweise aufgelöst zu einer eindeutigen Auswahl an Beziehungen, die von der wissenschaftlichen Gemeinschaft gesetzt werden, eine (wie Schlick auch sagt) bewusste ‹Setzung der Realität›. Hier verbirgt sich auch ein entschieden normativer bzw. pragmatischer Aspekt in Schlicks Wahrheitsauffassung, insofern als das Bestehen einer Tatsache nur in eindeutigen Urteilen, über vollständig analysierte Sätze, vollzogen werden könne.

„Jedes Urteil setzt einen Begriff zu anderen Begriffen in Beziehung, bezeichnet die Tatsache des Bestehens dieser Beziehung.“

Der präzise Erkenntnisgewinn wird hier auf die Komplexität der von den empirischen Wissenschaften gesetzten Relationen verwiesen. J.S. Mill folgend, sind die besten Relationen zu einem physikalischen Weltbild ‹Funktionalbeziehungen›, um die ‹begrifflichen Unschärfen›, das ‹Schemenhafte› der Weltbeschreibung zu verbessern. Die Verbesserung der funktionalen Sprache und implizit definierten Begriffsrelationen wird zu der eigentlichen philosophischen Aufgabe erklärt.

„Denn das physikalische Weltbild ist ein System von Begriffen, das nicht mit der Wirklichkeit selbst verwechselt werden darf: Wir können die Realitäten der Welt eindeutig bezeichnen durch zusammengesetzte Begriffe, die durch Kombinationen einiger weniger elementarer Bestandteile entstanden sind. [...] Die Objekte der Außenwelt, die Dinge an sich, werden auf diese Weise als gesetzmäßige Zusammenhänge von Qualitäten bestimmt. [...] Alle Erkenntnis geht also in letzter Linie auf Beziehungen, Abhängigkeiten, nicht auf Dinge, Substanzen.“

#### Das Protokollsatzproblem bei Schlick
- Hintergrund zur Problemstellung

Moritz Schlick hatte, wie die anderen großen Befürworter des logischen Empirismus seiner Zeit (Neurath, Carnap), sich frühzeitig und intensiv mit der so genannten Protokollsatzdebatte (oder dem 'Basissatzproblem') einer allgemeinen Wissenschaftssprache beschäftigt und hierbei eigenständige Akzente gesetzt, die sich aus seiner Erkenntnistheorie erschließen. 

„Die Frage nach den „Protokollsätzen“, nach ihrer Funktion und Struktur, ist die neuste Form, in welche die Philosophie oder vielmehr der entschiedene Empirismus unserer Tage, das Problem des letzten Wissensgrundes kleidet.“

In der ursprünglichen Fassung geht es um die Frage, in welcher Weise ein übergreifendes, verfizierendes Sinnkriterium für empirische Aussagen gebildet werden kann: eine intersubjektive sprachliche Basis zur Wirklichkeitserfassung. Ein solches Kriterium würde bedeutungslose, unwissenschaftlichen Terme des Sprachgebrauchs abgrenzen. In der Abgrenzung metaphysischer Fragen erzwingt dies die Antwort, wie eine wissenschaftliche Basis eindeutig und mit logischer Gewissheit zu errichten sei. Dieses traditionelle Abgrenzungsproblem, das bereits bei Hume und Kant auftritt, wurde allen voran durch Popper aus Schlicks Fassung der Problemstellung rekonstruiert.
Schlicks eigenständiger Lösungsansatz zum Basissatzproblem greift unmittelbar auf die Methode des impliziten Definierens zurück (siehe obigen Abschnitt Implizite Definitionen des begrifflichen Erkennens).
- Das transzendentale Ordnungsschema

Schlick versteht die Summe an Protokoll- oder Basissätzen als Realisierungen einer logischen Struktur, die von einem übergreifenden Ordnungsschema festgelegt werden. Das Setzende des «transzendentalen Ordnungsschemas», wie Schlick es nennt, bleibt dem System aus Basissätzen wesentlich. Bewusst zieht er hier terminologische Parallelen zur Geometrie und zum Kantischen Gebrauch eines „transzendentalen Schemas“:

„Die gesamte Einordnung der Dinge geschieht nun einzig dadurch, daß man derartige Koinzidenzen herstellt. Man bringt (meist optisch) zwei Punkte zur Deckung miteinander und schafft dadurch Singularitäten, indem man die Orte zweier sonst getrennter Elemente zusammenfallen lässt. Auf diese Weise wird ein System System von ausgezeichneten Stellen, diskreten Orten in dem transzendenten Raum-Zeit-Schema definiert, die beliebig vermehrt und [...] eine vollständig Einordnung aller räumlichen Gegenständen gestattet.“

Sämtliche Bereiche der Wissenschaft (Messanordnungen, Versuchsergebnisse, Termini aus der Physik, aus der Biologie, der Medizin, der Elektrotechnik usw.) können auf diese Weise begrifflich verordnet werden, wenngleich keine Eindeutigkeit gesichert wäre.
1. Konsistenz: Erster Kerngedanke, der bereits zur tradionellen Logik gehört, ist auch bei Schlick, dass die Setzung der axiomatischen Basis, der ordnenden Struktur in der Wissenschaft, ein notwendiges Kriterium darstellt. Sie ist disziplinbezogen und erfolgt nur nach Maßgabe von metatheoretischen Qualitäten der Kohärenz und Ökonomie der zu folgernden Aussagemenge. Sie haben nur systemimmanente, relative Bedeutung als relationale Struktur und können niemals unumstößlich sein.

„Das heißt natürlich [...], dass die so aufgefassten Protokollsätze im Prinzip ganz genau denselben Charakter tragen wie alle übrigen Sätze der Wissenschaft auch: es sind Hypothesen, nichts als Hypothesen.“

„Alle Erkenntnis geht also in letzter Linie auf Beziehungen, Abhängigkeiten, nicht auf Dinge, Substanzen.“

Hiermit lassen sich nach Schlick Konsistenz und begriffliche Reduktion durch logische Analyse an jedem Basissatzsystem beurteilen.
2. Konstatierung: Wie aber können die Kohärenzlehre der Logik, oder das Ökonomieprinzip nach Mach, für ein Ordnungssystem faktische Gültigkeit haben, wenn «reine Beobachtungssätze», verstanden als übergeordnete, allgemeingültige Aussageninhalte über die Wirklichkeit; nicht eindeutig vorliegen? Wenn sie nicht von Natur aus «ein für allemal als Fundamentalsätze festgelegt» werden können? - Es gäbe keine andere Wahl, als dass mit diesem herausgegriffenen Basissatzssystem, je nach innerer Widerspruchslosigkeit, oder je nach Zweckmäßigkeit, eine «metaphysische Interpretation des wissenschaftlichen Weltbildes» vorgenommen wird. Für sich betrachtet wäre das, nach Schlicks Auffassung, nicht nur unzureichend, sondern sogar «unzulässig». «Das Verfahren der Wahl dieser Sätze» müsse dann unausweichlich in einem «Relativismus» münden. Die Gesetze der Physik wären dann gleichauf mit bloßem Würfelspiel, mit «Sätzen eines Märchenbuches».
Alle wissenschaftlichen Aussagen können - und das ist nun Schlicks hinreichendes Kriterium aller Basissätze - nur Gültigkeit im Wirklichkeitsfeld des Tatsächlichen, im einzelnen und «gegenwärtig Erlebten» haben. Sie sind, wie Schlick sagt, Konstatierungen: positive, unbegründbare Instanziierungen der Ordnungsstruktur. Protokollsätze können sich nur im Nachhinein daran bewähren. Alle wissenschaftliche Theorie ist darin inbegriffen und mündet in der Lebenswelt und im Bewusstsein des Einzelnen. Der Aspekt der wahrheitsgemäßen Erfüllung (im logischen Sinne verstanden) fällt hierbei mit der regressiven Bewährung des Aussageinhalts an der Wirklichkeit zusammen:

„Und sie [d.i. die eigentümliche Erfüllbarkeit] wird uns in demselben Augenblick zuteil, in dem die Konstatierung geschieht, die Beobachtungsaussage gemacht wird. Dies ist von höchster Wichtigkeit, denn damit liegt die Funktion der Sätze über das gegenwärtig Erlebte selbst in der Gegenwart. [...] Man kann auf den Konstatierungen kein logisch haltbares Gebäude errichten, weil sie schon fort sind in dem Moment, in dem man zu bauen anfängt. [...] Sie [Konstatierungen] sind die Vollendung der Verifikation (oder auch Falsifikation), und in dem Augenblick ihres Auftretens haben sie ihre Pflicht schon erfüllt. Logisch schließt sich nichts mehr an sie an, es werden keine Schlüsse aus ihnen gezogen, sie sind ein absolutes Ende.“

Diese Erlebnisprozesse sind in den Axiomengruppen, die auf wissenschaftliche Protokoll- oder Basissätze führen, nicht enthalten, sondern sind als kohärente, bestätigende Realisierungen zu ergänzen. Sie erfüllen die formale, an sich inhaltslose Struktur der wissenschaftlichen Systeme, so dass (wie Schlick sagt) «die Wahrheit [der Aussage] durch ein Identitätserlebnis festgestellt wird, welches den Abschluss eines Verifikationsprozesses bildet». Diese pragmatische Lösung hebt das kategorische Spannungsverhältnis zwischen "Erkennen" und "Erleben" in Schlicks Basissatzdiskussion sicherlich nicht auf und bleibt das Hauptproblem der Erkenntnistheorie im Hintergrund des logischen Empirismus.
- Psychophysischer Monismus in Schlicks Basissatzdiskussion

Daran schließt sich die Schwierigkeit von Schlicks Überzeugung in einen erkenntnistheoretischen Monismus an, der sich an dem historischen Erfolg des damals, in der Philosophie weitläufig diskutierten wissenschaftlichen Materialismus orientiert. Es handelt sich um die Position, dass durch das eindeutig festgelegte Basissystem sämtliche "psycho-physischen" Ereignisse und Relationen auf materielle Gegebenheiten zu übertragen bzw. zu übersetzen sind. Somit ist es bei Schlick eine Art strukturidentische Übersetzbarkeitsthese von psychischen Erlebnissen auf physische Ereignisse. Sie umfasst zugleich alle Basissätze. Schlicks Monismus bildet also die radikale Gegenposition zum sog. psychophysischen Parallelismus.

„Es gibt nur eine Art des Wirklichen - das heißt für uns: wir brauchen im Prinzip nur ein System von Begriffen zur Erkenntnis aller Dinge des Universums, und es gibt nicht daneben noch eine oder mehrere Klassen von erfahrbaren Dingen, für die jenes System nicht passte.“

Letztlich handelt es sich hierbei, wie Schlick dort selbst bemerkt, um seinen wissenschaftstheoretischen Optimismus, dass jegliche «Verkündung eines Ignorabimus» dem Glauben an wissenschaftlichen Fortschritt hinderlich sei. Ein 'Ignorabimus' ("Wir werden nicht wissen") war  Schlick wie auch dem Wiener Kreis völlig fremd. Wann immer es möglich ist, müsse zur Förderung der Wissenschaft angenommen werden, dass

„die bunte Wirklichkeit eben überall von denselben Gesetzen beherrscht wird, denn sonst ließe sie sich nicht überall durch dieselben Begriffe bezeichnen: sie wäre nicht erkennbar. Erkennen heißt ja das Auffinden des Einen im Anderen, des Gleichen im Verschiedenen. Soweit die Welt erkennbar ist, ist sie einheitlich.“

- Abgrenzung von Wissenschaftslogik

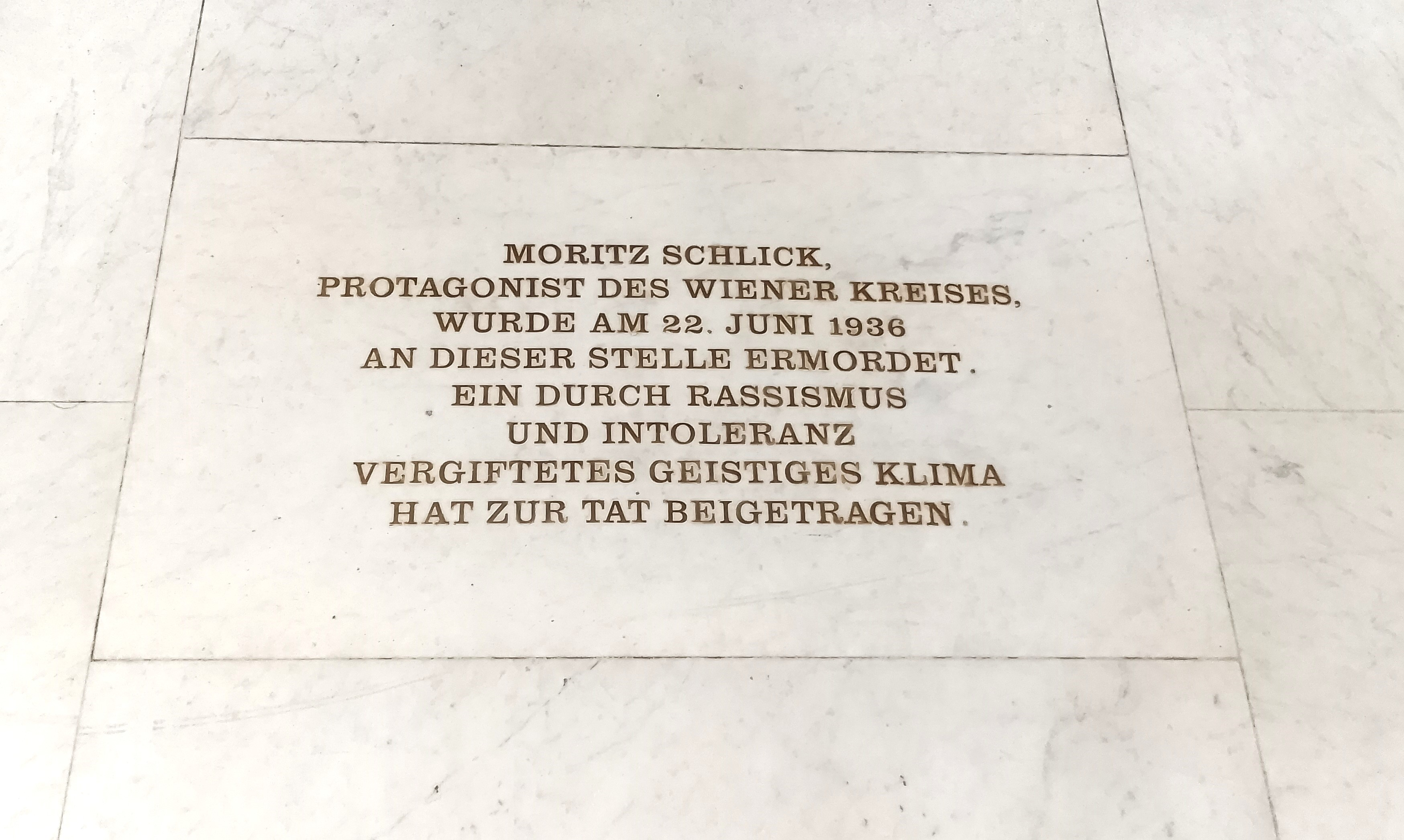
Gedenktafel in der Aula der Universität Wien

In einem seiner letzten Aufsätze L'école de Vienne et la Philosophie traditionelle betonte Schlick seine Zurückhaltung gegenüber Versuchen Einzelner des Wiener Kreises (ganz offenbar deutet er damit in erster Linie auf Carnap und dessen Programm der Wissenschaftslogik), die traditionelle philosophische Fragen, oftmals metaphysische, als so genannte "Pseudo-Probleme" herabsetzen oder verbannen.  Schlick hielt von solchen Bestrebungen an traditionellen Strömungen der Philosophie nichts; vielmehr ginge es um «Sprachkritik», vor allem mit Blick auf das Basissatzproblem, das heißt, durch die Sprache der modernen Logik dem wissenschaftlichen Anspruch gerecht zu werden und sowohl in den Einzelwissenschaften als auch in der Philosophie Gewissheit zu gewinnen. Oftmals sei es in der Philosophie die sinnvolle Fragestellung, die das Problem entlarvt und Zweifel an der Gewissheit ankündigt. Die Geisteshaltung des Wiener Kreis sei daher dieselbe wie die des Sokrates, den er als ältestes Vorbild benennt, zur logischen Klärung der Sprache beigetragen zu haben. Logik ist indessen das umfassende Instrument dieser Sprachkritik, ist an der einen Wirklichkeit des Lebens und der Erkenntnis uneingeschränkt zu etablieren: mit dieser Haltung verbindet Schlick als erstes Vorbild für den Wiener Kreis Leibniz. Und in dieser Hinsicht waren Beschränkungen an der traditionellen Philosophie für Schlick wesensfremd. In dem Schlussplädoyer heißt es:

« C'est pourquoi je ne suis pas du tout d'accord avec certains partisans de notre empirisme qui veulent identifier la philosophie avec la logique de la science. Non, si le mot „logique“ peut être à sa place, il n'est pas permis d'ajouter le terme de „science“ pour en limiter la compréhension, comme si les questions de la vie quotidienne n'étaient pas accessibles et dignes d'un traitement philosophique. Au demeurant, il est bon et juste qu'aujourd'hui le mot de „logique“ soit promu à l'honneur de désigner tout ce qui a trait à la philosophie, car le domaine de la philosophie a une extension ausse large que celle de „Logos“, le discours, le Verbe. »

„Deswegen bin ich mit einzelnen Befürwortern unseres Empirismus überhaupt nicht einverstanden, wenn sie Philosophie mit Wissenschaftslogik gleichsetzen wollen. Nein, wenn das Wort »Logik« an seinem Platz stehen kann, ist es nicht zulässig, den Begriff »Wissenschaft« zu ergänzen, um damit ihren Begriffsbereich einzuschränken, so also ob die Fragen des täglichen Lebens keiner philosophischen Behandlung zugänglich, ihrer nicht würdig wären. Alles in allem ist es gut und richtig, dass heute dem Wort »Logik« die Ehre noch mehr zukomme, all das zu bezeichnen, was mit Philosophie zu tun hat, denn das Gebiet der Philosophie hat einen ebenso große Ausdehnung wie das des »Logos«, der Rede, des Wortes.“

### Ethik
Bereits 1907 erschien Schlicks Buch Lebensweisheit. Versuch einer Glückseligkeitslehre. Die „Fragen der Ethik“ erschienen 1930 als Band IV der von Schlick mitherausgegebenen Schriften zur Wissenschaftlichen Weltauffassung, eines Publikationsorgans des Wiener Kreises. In ihr versucht Schlick eine rein empiristische Ethik zu verwirklichen, die sich von einer Ethik mit moralischer bis metaphysischer Absicht (etwa einer Pflichtethik, aber auch dem Kognitivismus) abgrenzt. Interessant ist Schlicks Versuch auch deshalb, weil die Möglichkeit einer Ethik von den meisten Vertretern des logischen Empirismus grundsätzlich bestritten wurde.
Laut Schlick ist die Ethik als empirische Wissenschaft möglich, als Teil der Psychologie. Sie soll verstehen, in welcher Situation etwas als gut bezeichnet wird, nicht, wie und wann etwas gut ist, geschweige denn sein sollte. So wird die Ethik eine Tatsachenwissenschaft, indem sie festhält, was der Fall ist, nämlich die Regel, nach der etwas als gut bezeichnet wird: die Norm des Ethischen. Die Ethik soll aber nicht als reine „Normwissenschaft“ des Was beschränkt bleiben, sondern auch kausal erklären suchen, wie es dazu kommt. Zur Frage nach dem Was gesellt sich die der erkennenden Ethik: „Warum gilt es als Richtschnur des Handelns?“ Die große Gefahr ist dabei, dass die Ethik, anstatt beobachtend zu beschreiben, selbst das Gute bestimmen will und moralisch wird.
Als Tatsachenwissenschaft muss sich die Ethik an das halten, was beobacht- und begründbar ist. Ethische Urteile über Wert oder Unwert werden in Hinblick auf menschliche Handlungen geäußert, eigentlich Hinblick auf das Motiv, das der Handlung zugrunde liegt. Ein Motiv, das zur Handlung führt, ist zwar das, was der Handelnde will, aber nicht unbedingt das und bestimmt nicht das einzige, was er wünschen kann. Wünschen lässt sich vieles, aber „Wollen ist etwas ganz anders, ist ,mehr‘ […] Wollen ist ,identisch‘ mit dem ersten, rein innerlichen Stadium der Handlung, der Anstrengung.“ Ist das Gewollte zwingend, so kann das Gewünschte ohne Folge bleiben und verschiedene, widerstreitende Formen annehmen. Darin liegt der Wettstreit der Motive begründet, durch den allein die Wertfrage einen Sinn hat, sofern der Mensch auch anders hätte handeln können.
Laut Schlick will der Mensch schließlich die am meisten lustbetonte Vorstellung, was aber nicht mit Egoismus gleichzusetzen ist. Während der Egoist sich rücksichtslos verhält, gibt es viele lustbetonte Vorstellungen, die die Rücksicht zur Voraussetzung haben, gerade die sozialen Triebe, die Schlick als „die sittlichen Triebe par excellence“ bezeichnet. Es kann nicht die eigene unvermittelte Lustbefriedigung sein, die menschliches Handeln bestimmt, sofern diese zu Überdruss führt. Schlick unterscheidet zwischen „Motivlust“ und „Erfolgslust“, zwischen denen zwar ein Zusammenhang steht, aber keine Identität. Die Freuden des Erfolgs können hinter die motivierenden Erwartungen zurückfallen; verausgabende Erfolgslust kann eine erneute Motivation verringern. Zugleich können Disziplin oder Verzicht, selbst Schmerz oder Traurigkeit lustvoll erlebt werden, sofern Lust nicht einfach identisch ist mit Glück, Unlust mit Unglück. Die Bestimmung des Lustvollen oder Lustlosen orientiert sich nicht bloß an natürlichen oder individualistischen Bedürfnissen, sondern verweist den Menschen immer wieder auf seinen Umgang mit anderen, d. h. auf die Gesellschaft.
So wie das Wollen des Individuums im Hinblick auf die Gesellschaft begriffen werden muss, so ist auch der Begriff des Guten nur als Funktion der Gesellschaft zu verstehen. Der Inhalt der moralischen Vorschriften hängt von den Lebensbedingungen ab, die Gesellschaft erscheint als der „moralische Gesetzgeber“; moralisch ist dasjenige Verhalten, „von dem die menschliche Gesellschaft glaubt, daß es ihre eigne Wohlfahrt am meisten fördere.“
Zwar wird der Einzelne zu solchem Handeln auch durch Suggestion, Erziehung und Belohnung und Strafe geführt, im Kern folgt er aber einer eigenen Neigung, der Güte. „Güte und Glück tragen denselben Ausdruck im Antlitz, der Freundliche ist zugleich der Freudige und umgekehrt“, was der augenfällige Ausdruck dafür ist, dass das Wohl des Einzelnen grundsätzlich im Verbund mit anderen steht. Darin liegt der Grund, dass Menschen nicht einfach unvermittelt die eigene Befriedigung suchen, sondern oft Verzicht üben oder auch dem Leid sich aussetzen. Nicht sein Glück ist dem Menschen am höchsten, sondern seine eigene „Glücksfähigkeit“, deren Wesen darin liegt, dass Motivationslust und Erfolgslust in einem stabilen Verhältnis bleiben und der Einzelne sich in seinem Handeln nicht gegen seine Umwelt stellt.

## Wirkung als Philosophielehrer
Von seinem langjährigen Wegbegleiter und Assistenten an der Universität Wien Friedrich Waismann sind Besonderheiten zur Persönlichkeit Schlicks neben seinen philosophischen Eigenarten überliefert.
Zum einen sei das ›Bedürfnis nach Klarheit und Strenge‹ zu nennen. Das äußere sich in seinem beständigen Interesse für die ›Fundamente‹ der Mathematik und Physik, kennzeichnend für das ›Aufsuchen immer prinzipiellerer Fragestellungen‹. Schlicks Begeisterung für symbolische Logik zeige sich dabei weniger in der Anwendung ihrer ›Technik‹, formale Logik bleibt bei ihm eher ein ›Symptom‹ zum Erlangen einer höheren ›Klarheitsstufe‹, ein universelles Werkzeug zum ›Operieren mit Begriffen‹ anstelle eines ›Schauens und Erlebens‹. Entsprechend zielte Schlick auf kein ›geschlossenes Lehrgebäude‹, sondern auf die ›Untersuchung des Sinns‹ einzelner Aussagen und Fragestellungen, was (nach Schlick) die eigentliche ›Tätigkeit‹ der Philosophie ausmache. Unter primärer Betrachtung der logischen ›Syntax‹ und ›Formenlehre‹ der Sprache suchte er eher eine allgemeine ›Lehre von den Formen des Denkens‹. (So sei Philosophie die ›Kunst, richtig zu fragen‹.)
Zum anderen umfasse Schlicks Werk das ›Ganze der Philosophie‹, mit der persönlichen Vorliebe für philosophiehistorische Fragen, die auch ethische und ästhetische Themenbereiche mit einschließt. Die ›kritische‹, ›strenge Verantwortlichkeit‹ im Umgang mit philosophischen Problemen gebiete zugleich den offenen Diskurs mit allen philosophischen Auffassungen. Aus diesem Grund war in Schlick ›ein gewisser metaphysischer Hang lebendig‹, und zwar nicht zuletzt deswegen, um auf das ›scharfe Urteil‹ zu kommen. Zielsetzung sei eine ›völlig objektive, undogmatische Philosophie‹, die in der ›Berichtigung des Sprachgebrauchs‹ scheinbar unvereinbare Betrachtungen von Denkern wie Berkeley, Frege oder Nietzsche zusammenführe. Die Philosophie Schlicks bedeute deswegen gerade keinen ›Abfall von der großen Tradition‹, das Gegenteil sei der Fall. Oder kurz gesagt:

„Rechthaberei, Dogmatismus blieb ihm völlig fremd.“

In seinen philosophischen Seminaren zeigte sich Schlick ›schmucklos‹ um der Suche nach ›Gewissheit‹ willen, daher ›unerschöpflich an Geduld‹, jeder konnte seine Meinung äußern.
Von Heinrich Neider, einem weiteren Mitglied des Wiener Kreises unter der Leitung Schlicks, wird berichtet, Schlicks Persönlichkeit hätte einen prägenden Eindruck auf die Richtung und die Ergebnisse des Zirkels gehabt.

„[Nach Schlicks Ermordung...] wurde im wesentlichen die Problematik der Wittgensteinschen Philosophie abgehandelt. [...] Das Ganze hatte den früheren Charakter völlig verloren.“

## Sonstiges
Zum 500-jährigen Bestehen der Universität Rostock im Jahr 1919 konnten die Fakultäten der Universität Rostock Persönlichkeiten benennen, die geehrt werden sollten. Als Schlick erfuhr, dass Albert Einstein nicht benannt war, setzte er sich für ihn ein. Einstein wurde auf die einzige Liste gesetzt, auf der noch freie Plätze waren, die der Medizin. So kam es, dass Einstein zum Ehrendoktor der Medizin der Universität Rostock ernannt wurde, die einzige deutsche Ehrendoktorwürde, die Einstein verliehen wurde.

## Werke (Auswahl)
- Über die Reflexion des Lichtes in einer inhomogenen Schicht, Diss. Berlin 1904.
- Lebensweisheit. Versuch einer Glückseligkeitslehre. Becksche Verlagsbuchhandlung, München 1908.
- Das Grundproblem der Ästhetik in entwicklungsgeschichtlicher Bedeutung. In: Archiv für die gesamte Psychologie. Jg. 14, 1909, S. 102–132.
- Die Grenze der naturwissenschaftlichen und philosophischen Begriffsbildung. In: Vierteljahrsschrift für wissenschaftliche Philosophie und Soziologie. Jg. 34, 1910, S. 121–142.
- Das Wesen der Wahrheit nach der modernen Logik. In: Vierteljahrsschrift für wissenschaftliche Philosophie und Soziologie. Jg. 34, 1910, S. 386–477.
- Gibt es intuitive Erkenntnis? In: Vierteljahrsschrift für wissenschaftliche Philosophie und Soziologie. Jg. 37, 1913, S. 472–488.
- Die philosophische Bedeutung des Relativitätsprinzips. In: Zeitschrift für Philosophie und philosophische Kritik. Jg. 159, 1915, S. 129–175.
- Idealität des Raumes, Introjektion und psychophysisches Problem. In: Vierteljahrsschrift für wissenschaftliche Philosophie und Soziologie. Jg. 40, 1916, S. 230–254.
- Raum und Zeit in der gegenwärtigen Physik. Zur Einführung in das Verständnis der allgemeinen Relativitätstheorie. Verlag von Julius Springer, Berlin 1917 (4. Auflage 1922).
- Erscheinung und Wesen (Vortrag in Berlin 1917). In: Kant-Studien. Jg. 23, 1918, S. 188–208.
- Allgemeine Erkenntnislehre. Verlag von Julius Springer, Berlin 1918 (2. Auflage 1925).

** Neuausgabe in der Reihe suhrkamp taschenbuch wissenschaft (stw) Nr. 269. Frankfurt am Main 1979.
** Kritische Neuausgabe, hrsg. als Band 1 der Veröffentlichten Schriften in der Moritz Schlick Gesamtausgabe, von Hans Jürgen Wendel und Fynn Ole Engler, mit Einleitung und Editorischer Bericht versehen. (Springer) Wien, New York 2009.
- Naturphilosophische Betrachtungen über das Kausalprinzip. In: Die Naturwissenschaften. Jg. 8, 1920, S. 461–474.
- Einsteins Relativitätstheorie. In: Mosse Almanach, 1921, S. 105–123.[123]
- Kritizistische oder empiristische Deutung der neuen Physik? In: Kant-Studien. Jg. 26, 1921, S. 91–111.
- Hermann von Helmholtz. Schriften zur Erkenntnistheorie. Hrsg.: Moritz Schlick & Paul Hertz. Springer, Berlin 1921.
- Helmholtz als Erkenntnistheoretiker (Vortrag in Berlin 1921). In: Helmholtz als Physiker, Physiologe und Philosoph. Karlsruhe 1922, S. 29–39.
- Die Relativitätstheorie in der Philosophie. (Vortrag in Leipzig 1922). In: Verhandlungen der Gesellschaft Deutscher Naturforscher und Ärzte. Jg. 87, Leipzig 1922, S. 58–69.
- Naturphilosophie. In: Max Dessoir (Hg.), Die Philosophie in ihren Einzelgebieten. (Lehrbuch der Philosophie, II). Berlin 1925, S. 395–492.
- Erleben, Erkennen, Metaphysik. In: Kant-Studien. Jg. 31, 1926, S. 146–158. Nachgedruckt (mit einer Ergänzung in der Fußnote auf Seite 7) in dem Band „Gesammelte Aufsätze 1926–1936“ S. 1–17.
- Vom Sinn des Lebens. In: Symposion. Philosophische Zeitschrift für Forschung und Aussprache. Jg. 1, 1927, S. 331–354.
- Erkenntnistheorie und moderne Physik. In: Scientia. Jg. 45, 1929, S. 307–316.
- Die Wende der Philosophie. In: Erkenntnis. Jg. 1, 1930, S. 4–11.
- Fragen der Ethik (=Schriften der wissenschaftlichen Weltauffassung, 4). Verlag Julius Springer, Wien 1930.
- The Future of Philosophy. In: Proceedings of the Seventh International Congress of Philosophy/Oxford 1930, London 1931, S. 112–116.
- Die Kausalität in der gegenwärtigen Physik. In: Die Naturwissenschaften. Jg. 19, 1931, S. 145–162.
- Gibt es ein Materiales Apriori? (Vortrag in Wien 1930). In: Wissenschaftlicher Jahresbericht der Philosophischen Gesellschaft an der Universität zu Wien für das Vereinsjahr 1931/32, Wien 1932, S. 55–65.
- The Future of Philosophy (Vortrag in Stockton, Cal.). In: College of the Pacific Publications in Philosophy. Jg. I, 1931, S. 45–62.
- A new Philosophy of Experience (Vortrag in Stockton, Cal.). In: College of the Pacific Publications in Philosophy. Jg. I, 1931, S. 63–78.
- Causality in Everyday Life and Recent Science (Vortrag in Berkeley, Cal.). In: University of California Publications in Philosophy. Jg. XV, 1932, S. 99–125.
- Positivismus und Realismus. In: Erkenntnis. Jg. 3, 1932, S. 1–31.
- Über das Fundament der Erkenntnis. In: Erkenntnis. Jg. 4, 1934, S. 79–99.
- Philosophie und Naturwissenschaft. (Vortrag in Wien 1929). In: Erkenntnis. Jg. 4, 1934, S. 379–396.
- Über den Begriff der Ganzheit. In: Erkenntnis. Jg. 5, 1934, S. 52–55.
- Ergänzende Bemerkungen über P. Jordans Versuch einer quantentheoretischen Deutung der Lebenserscheinungen. In: Erkenntnis. Jg. 5, 1934, S. 181–183.
- Über den Begriff der Ganzheit (Vortrag in Wien). In: Wissenschaftlicher Jahresbericht der Philosophischen Gesellschaft an der Universität zu Wien für die Vereinsjahre 1933/34 und 1934/35, Wien 1935, S. 23–37.
- Facts and Propositions. In: Analysis. Jg. 2, 1935, S. 65–70.
- Unanswerable Questions? In: The Philosopher. Jg. 13, 1935, S. 98–104.
- De la Relation entre les Notions Psychologiques et les Notions Physiques. In: Revue de Synthèse Jg. 10, 1935, S. 5–26.
- Sind Naturgesetze Konventionen? In: Actes du Congrès International de Philosophie Scientifique, Paris 1935, IV: Induction et Probabilité (= Actualités Scientifiques et Industrielles 391), Paris 1936, S. 8–17. 2, 1935, S. 65–70.
- Gesetz und Wahrscheinlichkeit In: Actes du Congrès International de Philosophie Scientifique, Paris 1935, IV: Induction et Probabilité (= Actualités Scientifiques et Industrielles 391), Paris 1936, S. 8–17. 2, 1935, S. 46–57.
- Meaning and Verification. In: The Philosophical Review 45, 1936, S. 339–369.
- Über den Begriff der Ganzheit. In: Actes du Huitième Congrès International de la Philosophie à Prague, 2-7 September 1934 Prag 1936, S. 85–99.
- Quantentheorie und Erkennbarkeit der Natur. In: Erkenntnis. Jg. 6, 1937, S. 317–326.
- L’École de Vienne et la Philosophie Traditionelle. In: Travaux du IXème Congrès IOnternational de Philosophie, IV: L'Unité de la Science: la Méthode et les Méthodes (=Actualités Scientifiques et Industrielles 533), Paris 1937, S. 199–107. Online-Zugriff: Wikisource.fr
- Gesammelte Aufsätze 1926–1936. Mit einem Vorwort (S. VII–XXXI) von F. Waismann. Gerold & Co., Wien 1938. Online-Zugriff unter archive.org: Schlick (1938).
- Gesetz, Kausalität, und Wahrscheinlichkeit. Gerold & Co., Wien 1948.
- Grundzüge der Naturphilosophie, hrsg. von W. Hollitscher und J. Rauscher, Wien 1948.
- Die Probleme der Philosophie in ihrem Zusammenhang. Suhrkamp Verlag, Frankfurt 1986.
- Moritz Schlick Gesamtausgabe. Springer Verlag, Wien / New York 2006 ff. — Annähernd vollständige Autorenkopie von Bd. I/1, I/2, I/3, I/5, I/6